# Svetlana Masterkova
Svetlana Aleksandrovna Masterkova (in russo Светлана Александровна Мастеркова?; Ačinsk, 17 gennaio 1968) è un'ex mezzofondista russa, fino al 1991 sovietica, vincitrice di due medaglie d'oro ai Giochi olimpici di Atlanta 1996 negli 800 e nei 1 500 metri piani.

## Biografia
Esplose nel 1991, vincendo il campionato nazionale sovietico, che le permise di partecipare ai mondiali di Tokyo di quell'anno, dove si piazzò ottava nella finale degli 800 m. Nelle stagioni successive ebbe successi minori, come l'argento ai Mondiali indoor 1993, ma soffrì parecchi infortuni. Fra il 1994 e il 1995 si prese una pausa per la maternità.
Nel 1996 tornò alle gare, decidendo di non dedicarsi solo agli 800 m, ma anche ai 1 500 metri. Ai campionati russi vinse su entrambe le distanze con ottimi tempi. Nonostante le ottime credenziali stagionali, non era considerata tra le favorite per l'oro ai Giochi di Atlanta, ruolo che negli 800 m spettava a Maria Mutola ed Ana Fidelia Quirot. Nonostante le previsioni della vigilia Masterkova prese subito la testa della gara degli 800 m, conducendo per tutta la gara e trionfando con il tempo di 1'57"73.
Dopo questa vittoria, conquista, con sorpresa maggiore, i 1500 m replicando la tattica della gara più breve. Con questa doppia vittoria olimpica Masterkova replica quanto fatto da Tat'jana Kazankina ai Giochi di Montréal 1976. A completare una stagione trionfale, il miglioramento da parte dell'atleta russa dei record mondiali dei 1 000 metri piani e del miglio.
Ai mondiali dell'anno successivo arrivò con un problema al tendine di Achille, che la fece uscire già nelle batterie dei 1 500 metri. Si rifece nel 1998, quando fu oro agli Europei nei 1500 m.
Ai Mondiali dell'anno successivo partecipò sulle due distanze: fu bronzo negli 800 m vinti da Ludmila Formanová ma oro nei 1500 m. Ai Giochi di Sydney 2000 si ritirò nelle batterie dei 1500 m, concludendo a fine stagione la sua carriera agonistica.
Nel 1996 è stata eletta atleta europea dell'anno ed ha vinto il premio atleta mondiale dell'anno.
Ha stabilito la miglior prestazione mondiale stagionale negli 800 m nel 1991 e nel 1996, nei 1 500 metri nel 1996 e nel 1999. Detiene tuttora i record mondiali dei 1 000 metri piani, con il tempo di 2'28"98, e del miglio, con il tempo di 4'12"56.

## Record nazionali

### Seniores
- 1 000 metri piani: 2'28"98 ( Bruxelles, 23 agosto 1996)
- Miglio: 4'12"56 ( Zurigo, 14 agosto 1996)

## Palmarès
| Anno                                     | Manifestazione  | Sede      | Evento       | Risultato  | Prestazione | Note                                     |
| ---------------------------------------- | --------------- | --------- | ------------ | ---------- | ----------- | ---------------------------------------- |
| In rappresentanza dell' Unione Sovietica |                 |           |              |            |             |                                          |
| 1991                                     | Mondiali        | Tokyo     | 800 m piani  | 8ª         | 2'02"92     |                                          |
| In rappresentanza della Russia           |                 |           |              |            |             |                                          |
| 1993                                     | Mondiali indoor | Toronto   | 800 m piani  | Argento    | 1'59"18     | Miglior prestazione personale            |
| 1996                                     | Europei indoor  | Stoccolma | 800 m piani  | Bronzo     | 2'02"86     |                                          |
| 1996                                     | Giochi olimpici | Atlanta   | 800 m piani  | Oro        | 1'57"73     |                                          |
| 1996                                     | Giochi olimpici | Atlanta   | 1500 m piani | Oro        | 4'00"83     |                                          |
| 1997                                     | Mondiali        | Atene     | 1500 m piani | Semifinale | 4'22"74     |                                          |
| 1998                                     | Europei         | Budapest  | 1500 m piani | Oro        | 4'11"91     |                                          |
| 1999                                     | Mondiali        | Siviglia  | 800 m piani  | Bronzo     | 1'56"93     |                                          |
| 1999                                     | Mondiali        | Siviglia  | 1500 m piani | Oro        | 3'59"53     | Miglior prestazione personale stagionale |
| 2000                                     | Giochi olimpici | Sydney    | 1500 m piani | Batteria   | dnf         |                                          |

## Altre competizioni internazionali
1993
- Bronzo alla Grand Prix Final ( Londra), 800 m piani - 1'59"28

1996
- Oro alla Grand Prix Final ( Milano), 1500 m piani - 4'11"42

1998
- Oro alla Grand Prix Final ( Mosca), 1500 m piani - 4'03"79
- Oro in Coppa del mondo ( Johannesburg), 1500 m piani - 4'09"41

1999
- Bronzo alla Grand Prix Final ( Monaco), 800 m piani - 1'59"20

## Riconoscimenti
- Atleta mondiale dell'anno (1996)
- Atleta europea dell'anno (1996)